# The Detainer
The Detainer (pt:A Detentora) é uma personagem fictícia do filme 007 Casino Royale, de 1967. Os personagens do filme, uma paródia satírica dos filmes de James Bond, levado às telas por produtores independentes que tinham os direitos do livro Casino Royale, escrito por Ian Fleming, são em sua maioria inexistentes no livro original. No filme, ela é representada pela atriz e cantora israelense Daliah Lavi.

## No filme
The Detainer, uma agente especial do MI-6, aparece primeiramente no filme testando a capacidade de resistência à sedução feminina de 'Coop' - um agente escolhido e treinado pelo MI-6 para ser mais um 007 além do verdadeiro, assim como ela, de maneira a confundir o inimigo - para resistir ao encanto das agentes femininas da SMERSH, a organização que está matando espiões por todo o mundo, de todos os lados. Ela também investiga quem está por trás dos atentados da SMERSH e chega ao misterioso 'Dr. Noah', na verdade Jimmy Bond (Woody Allen), sobrinho rebelde e megalomaníaco de James Bond.
Capturada no cassino e torturada pelo 'Dr. Noah', por ser a "mais bonita e mais desejada das agentes 007", ela consegue fazê-lo engolir uma pilula atômica, fabricada por ele próprio e colocada dentro de uma taça de champagne, que o explode e a todo o Casino Royale no final do filme.